# 福井市六条小学校
福井市六条小学校（ふくいし ろくじょうしょうがっこう）は、福井県福井市にある公立小学校。

## 沿革
- 1872年(明治 5年) - 10月 正善寺に創立(足羽郡天王村天王小学校として)
- 1881年(明治14年) -  2月 足羽郡天王小学区公立天王校と改称
- 1887年(明治20年) -  4月 足羽郡小学区簡易科天王小学校と改称
- 1891年(明治24年) -  9月 足羽郡小学区尋常科天王小学校と改称
- 1892年(明治25年) -  4月 足羽郡六條村立天王尋常小学校と改称
- 1893年(明治26年) - 12月 高等科を設置 足羽郡六條村立天王尋常高等小学校と改称
- 1900年(明治33年) - 10月 下荒井尋常小学校を併合 江端分教場設置
- 1941年(昭和16年) -  4月 足羽郡六條村国民学校と改称
- 1947年(昭和22年) -  4月 足羽郡六條村立六條小学校と改称
- 1948年(昭和23年) -  6月 福井地震のため小学校校舎倒壊中学校校舎傾斜修繕
- 1955年(昭和30年) -  3月 町村合併により足羽村六条小学校と改称
- 1971年(昭和46年) -  9月 福井市編入 福井市六条小学校(現校名)と改称

## 通学区域
- 上莇生田町、上六条町、小稲津町、下莇生田町、下六条町、天王町[3]

## 進学先中学校
- 福井市足羽第一中学校

## 校歌
1921年(大正10年)9月3日に校歌制定
作歌は「友田宣剛（陸軍大学教授）」、作曲は「小松耕輔（学習院大学教授）」、作詞は加藤与次兵衛
※1959年(昭和34年)9月1日に歌詞改定

## アクセス
- 京福バス「61 西大味線」で、「上莇生田」停留所下車。

## 著名な出身者
- 戸田弥生（ヴァイオリニスト）